# Muara Ketalo (Mandiangin)
Muara Ketalo is een bestuurslaag in het regentschap Sarolangun van de provincie Jambi, Indonesië. Muara Ketalo telt 1166 inwoners (volkstelling 2010).